# Michele Reis
Michele Aparecida Pereira Reis (Limeira, 10 de junho de 1984), ou simplesmente Michele, é uma ex-jogadora de futebol brasileira que atuava como lateral-esquerda ou meio-campista.

## Biografia e carreira
Michele é natural de Limeira, no estado de São Paulo. Ela jogou pelo Brasil no Copa do Mundo Feminina Sub-19 da FIFA de 2002.
A atleta defendeu a Seleção Brasileira entre 2003 e 2007, participando das Copas do Mundo de 2003 e 2007. Também integrou as equipes medalhistas de ouro nos Jogos Pan-Americanos de 2003, em Santo Domingo, e nos Jogos Pan-Americanos de 2007, no Rio de Janeiro.

## Principais conquistas
Jogos Pan-Americanos
- Ouro – equipe feminina (Santo Domingo 2003)
- Ouro – equipe feminina (Rio de Janeiro 2007)